# Syzygium amplifolium
Syzygium amplifolium là một loài thực vật thuộc họ Myrtaceae. Đây là loài đặc hữu của Fiji. Chúng hiện đang bị đe dọa vì mất môi trường sống.